# Ciel Tower
Der Ciel Tower (ciel = französisch Himmel) ist ein in Bau befindlicher Wolkenkratzer in Dubai in den Vereinigten Arabischen Emiraten. Mit 360 Metern Höhe wird der Turm bei Fertigstellung das höchste einzig als Hotel genutzte Gebäude der Welt.

## Architektur und Planung
Das Hochhaus entsteht nach Plänen des Londoner Architekturbüros NORR im Stadtteil Dubai Marina in unmittelbarer Nähe zum Meer. Der skulpturartige Entwurf ist gekennzeichnet durch Verjüngungen im oberen und unteren Gebäudeteil, eine silberfarbene Fassade und prägnante Aussparung im oberen Gebäudeteil. Dort werden sich eine Bar und ein Infinity Pool befinden.
Über die 82 Etagen des Turms sollen über 1000 Zimmer, darunter 150 Suiten, verteilt sein.
Für das Fundament des Hochhauses wurden rund 12.000 Kubikmeter Beton sowie 3000 Tonnen Stahl verwendet.
Die Fertigstellung ist für das Jahr 2025 vorgesehen.